# جيمس أ. لوكهارت
جيمس أ. لوكهارت هو محامي وسياسي أمريكي، ولد في 2 يونيو 1850 في مقاطعة أنسون في الولايات المتحدة، وتوفي في 24 ديسمبر 1905 في شارلوت في الولايات المتحدة. نشط حزبياً في الحزب الديمقراطي. وقد انتخب عضو مجلس ولاية كارولاينا الشمالية ‏ وانتخب عضو مجلس نواب كارولينا الشمالية ‏ وانتخب عضو مجلس النواب الأمريكي.